# The Fang
The Fang (englisch für Der Reißzahn) ist ein markanter und 3159 m hoher Berggipfel auf der antarktischen Ross-Insel. Er ragt als höchste Erhebung des Fang Ridge auf dem Massiv des Mount Erebus auf.
Der australische Geologe Frank Debenham gab ihm bei 1912 durchgeführten Vermessungen im Rahmen der Terra-Nova-Expedition (1910–1913) unter der Leitung des britischen Polarforschers Robert Falcon Scott seinen deskriptiven Namen.